# Arcade (пісня)
«Arcade» — пісня нідерландського співака Дункана Лоренса. Вона представляла Нідерланди на Євробаченні 2019 в Тель-Авіві, Ізраїль. Пісня була виконана у другому півфіналі, звідки вийшла до фіналу. У фіналі пісня посіла перше місце, набравши 492 бали.

## Євробачення
Пісня представляла Нідерланди на пісенному конкурсі Євробачення 2019 року, після того, як Дункан Лоренс був вибраний голландським мовником.
28 січня 2019 року було проведено жеребкування, результати якого визначили країни в першому та другому півфіналі, а також у якій половині шоу представники виступатимуть. Нідерланди були розміщені у другому півфіналі, який відбувся 16 травня 2019 року, і виступили в другій половині шоу. Після того, як всі конкуруючі пісні для конкурсу 2019 року вийшли, порядок виконання півфіналів вирішували організатори конкурсу, а не шляхом жеребкування, з урахуванням частини півфіналу. Нідерланди виступили 16-ми й пройшли до гранд-фіналу.
На жеребкуванні фіналу Нідерланди потрапили до першої частини конкурсу, й за рішенням організаторів Дункан виступив у фіналі під 12 номером. Пісня набрала 492 бали, тим самим перемігши Євробачення 2019. Востаннє Нідерланди перемагали на Євробаченні 1975 року.

## Історія написання
Пісня присвячена хлопцеві, у якого був закоханий Дункан у дитинстві. Хлопець помер.
Під час інтерв’ю De Wereld Draait Door перед прем’єрою Дункан сказав про пісню: Я написав пісню під час навчання в академії. Там ви отримуєте багато музичних завдань, тому що ви навчаєтеся в консерваторії. Я сідав за фортепіано раз на день, і історія, яка завжди крутилася в моїй голові, стосується дорогої людини яку я дуже любив, яка померла в молодому віці. Слова, акорди та мелодії приходили до мене автоматично, наче з неба падали. Коли Джоел Шьое та Воутер Харді допомогли мені закінчити пісню, вона набула набагато більшого масштабу. Це змінилося з дуже особистої історії на історію, до якої може підключитися кожен. Arcade — це пісня про тугу... тугу за коханням... тугу за чимось, що здається недосяжним. І це говорить про надію. Сподіваюсь, ти знайдеш те, що тобі потрібно в житті.

## Відеокліп
Відео на пісню було знято Полом Беллаартом і переважно знято під водою. Дункан сказав про кліп: «Що ми справді хотіли відобразити, так це надію. Ми зняли його під водою. Поверхня схожа на надію, світло, мрію чи кохання, які там нагорі. Те, що ми хотіли представляти, і це є те, що ми хотіли сказати. Оголеність — це вразливість і, можливо, також відродження надії».

## Композиція пісні
Лоуренс написав пісню під час навчання в рок-академії Тілбурга. Він працював над піснею більше двох років, переважно під час співпраці з Воутером Харді, колишнім учасником групи Шерон Ковач. Пісня натхненна розбитим серцем кохання Дункана до хлопця, який помер. Лоуренс сказав WiwiBloggs: «Arcade — це історія про пошук кохання всього вашого життя. Це про надію досягти чогось, що здається недосяжним». Однойменна лірика «Small town boy in a big arcade» стосується його досвіду з маленького містечка, коли студент рок-академії відвідував літній ярмарок у Тілбурзі, найбільший у Нідерландах. У всій пісні ярмарок і його аркадні ігри використовуються як метафора любові, залежності від азартних ігор порівнюються зі стосунками.
«Аркада» натхненна саундтреками до фільмів і складається зі 165 треків. Поп-пісня починається чотирма акордами, зіграними на фортепіано, у супроводі простого фортепіанного рифу та наложеного вокалу. Потрійний такт контрастує з тактовим розміром 4/4 решти пісні, надаючи їй виразного звучання. Велику увагу приділено вокалу Лоуренса. Після м’яких куплетів, у яких він виражає свій смуток і вразливість, приспів починається з важкими барабанами в супроводі хору бек-вокалу, щоб підсилити вираження гніву та розчарування.

## Текст пісні
Arcade

A broken heart is all that's left

I'm still fixing all the cracks

Lost a couple of pieces when

I carried it, carried it, carried it home

I'm afraid of all I am

My mind feels like a foreign land

Silence ringing inside my head

Please, carry me, carry me, carry me home

I spent all of the love I've saved

We were always a losing game

Small-town boy in a big arcade

I got addicted to a losing game

Ooh-ooh-ooh, ooh-ooh, ooh-ooh

All I know, all I know

Loving you is a losing game

How many pennies in the slot?

Giving us up didn't take a lot

I saw the end 'fore it begun

Still I carried, I carried, I carry on

Ooh-ooh-ooh, ooh-ooh, ooh-ooh

All I know, all I know

Loving you is a losing game

Ooh-ooh-ooh, ooh-ooh, ooh-ooh

All I know, all I know

Loving you is a losing game

I don't need your games, game over

Get me off this rollercoaster

Ooh-ooh-ooh, ooh-ooh, ooh-ooh

All I know, all I know

Loving you is a losing game

Ooh-ooh-ooh, ooh-ooh, ooh-ooh

All I know, all I know

Loving you is a losing game

Ooh-ooh-ooh, ooh-ooh, ooh-ooh

Ooh-ooh-ooh, ooh-ooh, ooh-ooh

### Переклад пісні українською
Аркада

Розбите серце - все, що у мене залишилось

А я все ще лагоджу всі тріщини

Кілька шматків я згубив,

Поки ніс його, ніс його, ніс його додому

Я боюсь самого себе

Мої думки здаються не моїми

Тиша гуде у моїй голові

Прошу, відвезіть мене, відвезіть мене додому

Я віддав всю любов, яку накопичив

Наше кохання заздалегіть було програшною грою

Хлопчина із маленького містечка у великій грі

Я захопився програшною грою

Оооооу

Оооооу

Я знаю, я знаю

Любити тебе - це програшна гра

Скільки монет у слот-машині?

Програти нам було не складно

Я передбачав кінець раніше, ніж він настав

Проте я продовжував йти, йти, йти вперед

Я віддав всю любов, яку накопичив

Наше кохання заздалегіть було програшною грою

Хлопчина із маленького містечка у великій грі

Я захопився програшною грою

Оооооу

Оооооу

Я знаю, я знаю

Любити тебе - це програшна гра

Оооооу

Оооооу

Я знаю, я знаю

Любити тебе - це програшна гра

Я не хочу твоєї гри, гра закінчена

Досить цих американських гірок

Оооооу

Оооооу

Я знаю, я знаю

Любити тебе - це програшна гра

Оооооу

Оооооу

Я знаю, я знаю

Любити тебе - це програшна гра

Оооооу Оооооу Оооооу

Оооооу Оооооу Оооооу

Переклав А. М'язик

## Трек-лист
| #  | Назва    | Тривалість |
| -- | -------- | ---------- |
| 1. | «Arcade» | 3:03       |

## Чарти
| Чарти (2019)                     | Найвища позиція |
| -------------------------------- | --------------- |
| Бельгія (Ultratip Flanders)      | 26              |
| Нідерланди (Dutch Top 40)        | 3               |
| Нідерланди (Mega Single Top 100) | 8               |

## Нагороди
Пісня «Arcade» посіла 1 позицію в топ-100 нідерландських синглів, 45 місце в канадському синглі, 29 місце в британському синглі та 100 місце в американському синглі. У другій половині 2020 року Arcade став вірусним у TikTok, платформі соціальної мережі для обміну відео. Це призвело до того, що пісня отримала більше успіхів у чартах і збільшила кількість трансляцій на різних платформах.
У січні 2021 року Arcade стала найбільш трансльованою піснею Євробачення на Spotify. У березні 2021 року Лоренс дебютував на телебаченні у США, виконавши «Arcade» на Today. У США Arcade увійшла до Billboard Hot 100 навесні 2021 року, де пісня у вересні досягла 30 місця - найвищого рейтингу. Таким чином Arcade стала першою піснею Євробачення за 25 років, яка потрапила в американський чарт. Потім він виконав дуетну версію пісні з Флетчером на шоу Еллен Дедженерес.
У квітні 2021 року Arcade стала першою піснею-переможцем Євробачення за 45 років, яка потрапила в чарт Billboard Hot 100.
У 2021 році пісня була визнана найкращою нідерландською піснею Євробачення. 
Під час вибору найкращої нідерландської пісні всіх часів, організованих VARAgids, як громадське журі, так і професійне журі поставили пісню на перше місце у своєму списку з 61 пісні, яку Нідерланди делегували на пісенний конкурс Євробачення з 1956 року. Про це було оголошено 7 травня 2021 року в телевізійному шоу The Eve. До складу журі входили Корнальд Маас (голова), Пол де Леу, Віллеке Альберті, Сандер Лантінга та Стефанія Ліберакакіс.
У 2022 році The Independent назвав «Arcade» 30-ю піснею-переможницею Євробачення всіх часів.
Окрім платинових сертифікатів у Нідерландах, пісня також отримала діамантовий статус у Франції, тричі платиновий у Польщі, подвійний платиновий статус у Португалії, платиновий статус в Австралії, Австрії, Бельгії, Канаді, Мексиці та Сполучених Штатах, а також золотий статус у Данії. Греції, Італії, Норвегії, Швеції та Великій Британії.
Повідомлялося, що до серпня 2022 року пісня зібрала понад 10 мільярдів стрімінгових потоків на всіх платформах.